# گمینا اوپاتوو (استان اشوی‌داشکسیه)
گمینا اوپاتوو (استان اشوی‌داشکسیه) (به لهستانی:  Gmina Opatów) یک گمینا در لهستان است که در شهرستان اوپاتوف واقع شده‌است. گمینا اوپاتوو ۱۱۳٫۳۹ کیلومتر مربع مساحت و ۱۲٬۶۳۵ نفر جمعیت دارد.